# 阿貝斯維爾 (密蘇里州)
阿貝斯維爾（英語：Abesville）是位於美國密蘇里州斯通縣的非建制地區。

## 歷史
阿貝斯維爾的郵局於1906年設立，其後於1914年停運。

## 地理
阿貝斯維爾所處的海拔為高於海平面347米（即1138英呎），而該地所採用的時區為UTC-6，即北美中部時區（CST）。同時該地設有夏令時間，為UTC-6調快一小時，即UTC-5（CDT）。